# 木下小屋
木下小屋（きのしたごや）は、北海道斜里郡斜里町の羅臼岳登山口にある山小屋。

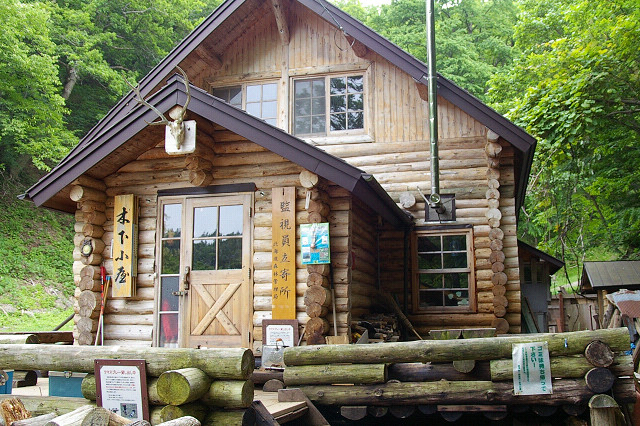
木下小屋（2007年7月）

名前の由来は、昭和初期に知床連山の登山道を開拓した木下弥三吉の名から採られている。
岩尾別温泉「ホテル地の涯」の上流部に隣接するが、経営は別形態である。地の涯の駐車場山側の道路を歩いて2分の位置。寝具や食事の提供はないが、登山に疲れた体を癒す温泉が楽しめる。営業期間は6〜9月（要問い合わせ）。

## 歴史
- 戦前からある古くからの山小屋である。
- 1962年（昭和37年）- 山小屋に至る町道が開通した。
- 1964年（昭和39年） - 三笠宮が羅臼岳登山を行った（宿泊はホテル地の涯であった。）ことから、羅臼岳の登山ベースとして活況を呈するようになった。
- 1981年（昭和56年） -  集中豪雨による土石流災害により小屋が土砂に埋まり、営業休止を余儀なくされた。
- 1986年（昭和61年） - ログハウス風の建物に改築して営業を再開した。

## アクセス
- 自家用車で斜里町中心部から1時間強程度。知床五湖方面に向かう北海道道93号知床公園線の岩尾別川橋付近のホテル「地の涯」の看板を目印とする。
- 公共交通機関では知床斜里駅から斜里バス（路線バス）を用いる。知床五湖方面行きで、バス停「岩尾別」下車、その先は徒歩。